# Список національних історичних місць Канади у Франції
Тут наведено список національних історичних місць Канади ( фр. Lieux historiques nationaux du Canada) у Франції . Канада визнала лише два об’єкти за межами своїх кордонів національними історичними пам’ятками, обидва з яких є військовими меморіалами на півночі Франції для вшанування загиблих військових Канади та Ньюфаундленду під час Першої світової війни.
Поряд з об’єктами, у Франції визначено три національні історичні події, одна пов'язана з Першою світовою війною, і дві – з Другою світовою війною. Обидва місця та події (а також для національних історичних осіб) позначені за допомогою федеральної таблички в одному стилі. Маркери не вказують, яке позначення — сайт, подія чи особа — було надано суб'єкту.
У цьому списку використовуються назви, визнані Радою історичних місць і пам'яток Канади, які не обов'язково можуть бути офіційними або розмовними назвами місць.

## Національні історичні місця
Вікісховище має мультимедійні дані за темою: Список національних історичних місць Канади у Франції
| Сайт                                 | Дата(и)          | Призначений | Місцезнаходження                                                               | Опис | Зображення                                      |
| ------------------------------------ | ---------------- | ----------- | ------------------------------------------------------------------------------ | --- | ----------------------------------------------- |
| Меморіал Ньюфаундленду в Бомон-Амелі | 1925 (відкриття) | 1996 рік    | Бомон-Амель 50°4′25″ пн. ш. 2°38′53″ сх. д. / 50.07361° пн. ш. 2.64806° сх. д. | Меморіальне місце у Франції, присвячене вшануванню пам'яті військовослужбовців з Домініону Ньюфаундленд, які загинули під час Першої світової війни ; парк, що зберігся на полі бою, охоплює території, на яких полк Ньюфаундленд здійснив свою фатальну атаку 1 липня 1916 року у перший день битви на Соммі        | Beaumont-Hamel Newfoundland Memorial            |
| Меморіал Вімі-Рідж                   | 1936 (відкриття) | 1996 рік    | Вімі 50°22′46″ пн. ш. 02°46′25″ сх. д. / 50.37944° пн. ш. 2.77361° сх. д.      | Меморіальний комплекс, присвячений пам'яті бійців канадського експедиційного корпусу, загиблих під час Першої світової війни; він також служить місцем вшанування пам'яті всіх канадських солдатів Першої світової війни, які загинули або вважаються загиблими у Франції, місця поховань яких залишились невідомими | Canadian First World War memorial at Vimy Ridge |